# Гардади, Фатима
Фатима Гардади (род. 19 марта 1992, Сафи) — марокканская легкоатлетка, выступающая в беге на длинные дистанции и марафоне. Бронзовый призёр чемпионата мира 2023 года.

## Биография
С 2010 года Гардади участвовала в соревнованиях по легкой атлетике на национальном уровне на дистанциях от 800 метров до полумарафона. 
В 2022 году она выиграла свой дебютный марафон в Марракеше с результатом 2:25:07. В своем следующем марафонском забеге, в Рабате, она снова выиграла и улучшила свой личный рекорд на четыре секунды, отобравшись в состав марокканской национальной команды на чемпионат мира по легкой атлетике 2023 года в Будапешт.
26 августа 2023 года на чемпионате мира по лёгкой атлетике, который состоялся в Венгрии, марокканская спортсменка, в марафоне, с результатом 2:25:17 стала бронзовой медалисткой чемпионата мира. 